# I Vicerè
Pour plus de détails, voir Fiche technique et Distribution.
I Vicerè est un film italien réalisé par Roberto Faenza, sorti en 2007.

## Synopsis
Au XIXe siècle, en Sicile, la famille princière des Uzeda se déchire autour de l'héritage de la princesse Teresa. Le prince exerce une autorité effroyable sur ses proches, contraignant, entre autres, sa fille à s'unir avec son horrible cousin Michele. Son fils, profondément révolté, épouse, un temps, les idées républicaines de Garibaldi. Mais après avoir abusé d'une fille du peuple, il abandonne tout idéal et se fait élire député.

## Fiche technique
- Titre original : I vicerè
- Réalisation : Roberto Faenza
- Scénario : Roberto Faenza, d'après le roman Les Vice-rois de Federico De Roberto
- Photographie : Maurizio Calvesi
- Musique : Paolo Buonvino
- Pays d'origine :  Italie
- Langue : italien
- Genre : Film dramatique, Film historique
- Durée : 120 minutes
- Date de sortie : 2007

## Distribution
- Alessandro Preziosi : Consalvo
- Lando Buzzanca : Giacomo
- Cristiana Capotondi : Teresa
- Guido Caprino : Giovannino
- Assumpta Serna : Duchesse Radalì
- Magdalena Grochowska : Donna Isabella
- Sebastiano Lo Monaco : Duc Gaspare
- Giselda Volodi : Lucrezia
- Pino Calabrese (it) : Comte Fersa
- Pep Cruz : Blasco
- Anna Marcello : Chiara
- Larissa Volpentesta (it) : Concetta

## Réception critique
« Une admirable chronique de la Sicile, de la fin du règne des Bourbons à 1914, à travers l'histoire d'une famille aristocratique. (...) On pense au Guépard, mais la vision du romancier sicilien De Roberto est plus noire que celle de Lampedusa dans sa description d'une noblesse qui entend continuer à dominer politiquement et financièrement la Sicile. » (Jean Tulard : Guide des films, tome 4, Éditions Robert Laffont)